# Please go
Please go is een single van The Golden Earrings uit 1965. Het was de eerste plaat van de band die op de markt kwam.

## Geschiedenis
De single was het resultaat van het samenkomen van een aantal factoren. Allereerst was Den Haag aan het uitgroeien/uitgegroeid tot centrum van de beatmuziek in Nederland, later gevangen onder de term Nederbiet. The Golden Earrings werd gekoppeld aan Fred Haayen, een zakenman in-de-knop die dan eigenlijk net van expeditiemedewerker bij Polydor middels een kruiwagen (zijn oom) omhoog is geklommen tot labelmanager voor Amerikaanse en Britse muziek. Het platenlabel Polydor werd door de muzikale fusie tussen Philips Records en het zieltogende platenlabel Siemens nieuw leven ingeblazen en had een boegbeeld nodig.
The Golden Earrings waren kort daarvoor nog te licht bevonden door Bovema, dus het was Polydor er alles aangelegen succes te maken van de single in de strijd tussen Bovema en Philips. Bijkomende gunstige factor was dat Radio Veronica ook nog eens voor de Haags/Scheveningse kust lag en Joost den Draayer werkzaam bij Veronica bevriend werd met Haayen.
Haayen ziet The Golden Earrings in Scheveningen optreden en ziet wel wat in de band. Hij doet zich (mede) voor als muziekproducent met als voorbeeld Phil Spector. Hij weet zijn bazen met enige grootspraak te overreden ("ik weet zeker dat ik een hit scoor"). Hij passeert daarbij een vaste producent bij Polydor, die echter een hekel had aan beatmuziek. Hij vraagt de band te komen naar de Phonogram Studio in Hilversum om wat muziek op te nemen. George Kooymans (zang, gitaar), Frans Krassenburg (achtergrondzang), Peter de Ronde (mondharmonica, gitaar, achtergrondzang), Rinus Gerritsen (basgitaar) en Jaap Eggermont (drums) nemen onder leiding van Haayen en geluidstechnicus Frans Naber vier liedjes op op 8 augustus 1965. Er zijn problemen zat; Haayen zou voor het eerst van zijn leven een mengtafel zien en neemt daarom Arie Merkt mee, hij was drummer van de Dutch Swing College Band en zou te boek komen te staan als mede-ontdekker van The Golden Earrings. Onder die vier liedjes bevindt zich ook Chunk of steel. Polydor perst beide nummers op de single met catalogusnummer S 1181.
De verkoop vond gestaag plaats mede tijdens de optredens die The Golden Earrings verzorgen, zoals bijvoorbeeld in de Houtrusthallen en aan de fanclub. Ze raken er in korte tijd 2000 stuks kwijt, maar ontberen grote verkoopaantallen in steden als Amsterdam en Utrecht. Toch worden er na de uitgifte 30.000 exemplaren verkocht. In week 39 kwam het plaatje binnen op plek 25 in de Nederlandse Top 40 en hangt twintig weken rond de 20e plaats om in week 6 van 1966 voor het laatst genoteerd te zijn. In de Parool PS Top 20 haalde het een achtste plaats in zeven weken.
Er doet zich wel een probleem voor bij airplay; de muziek klinkt dan heel anders dan dat het in de hoofden en studio klonk. The Golden Earrings willen de single eigenlijk terugtrekken maar worden overgehaald dat niet te doen. De band stelde wel als voorwaarde dat de andere nummers uit die eerste opnamen niet worden uitgebracht. Volgende muziek werd opgenomen in Engeland, waar men al langer ervaring heeft met beatmuziek. Please go wordt meegeperst op Just Earrings; de B-kant niet.

## NPO Radio 2 Top 2000
| Nummer met noteringen in de NPO Radio 2 Top 2000 | '01  | '02  | '03  |
| ------------------------------------------------ | ---- | ---- | ---- |
| Please go                                        | 1868 | 1766 | 1639 |

1. ↑  Een vetgedrukt getal geeft de hoogste notering aan.
2. ↑  2001 was het eerste jaar met een notering voor dit nummer.
3. ↑  Deze tabel is bijgewerkt tot en met de laatste editie (2024).

Discografie